# Wallring (Braunschweig)

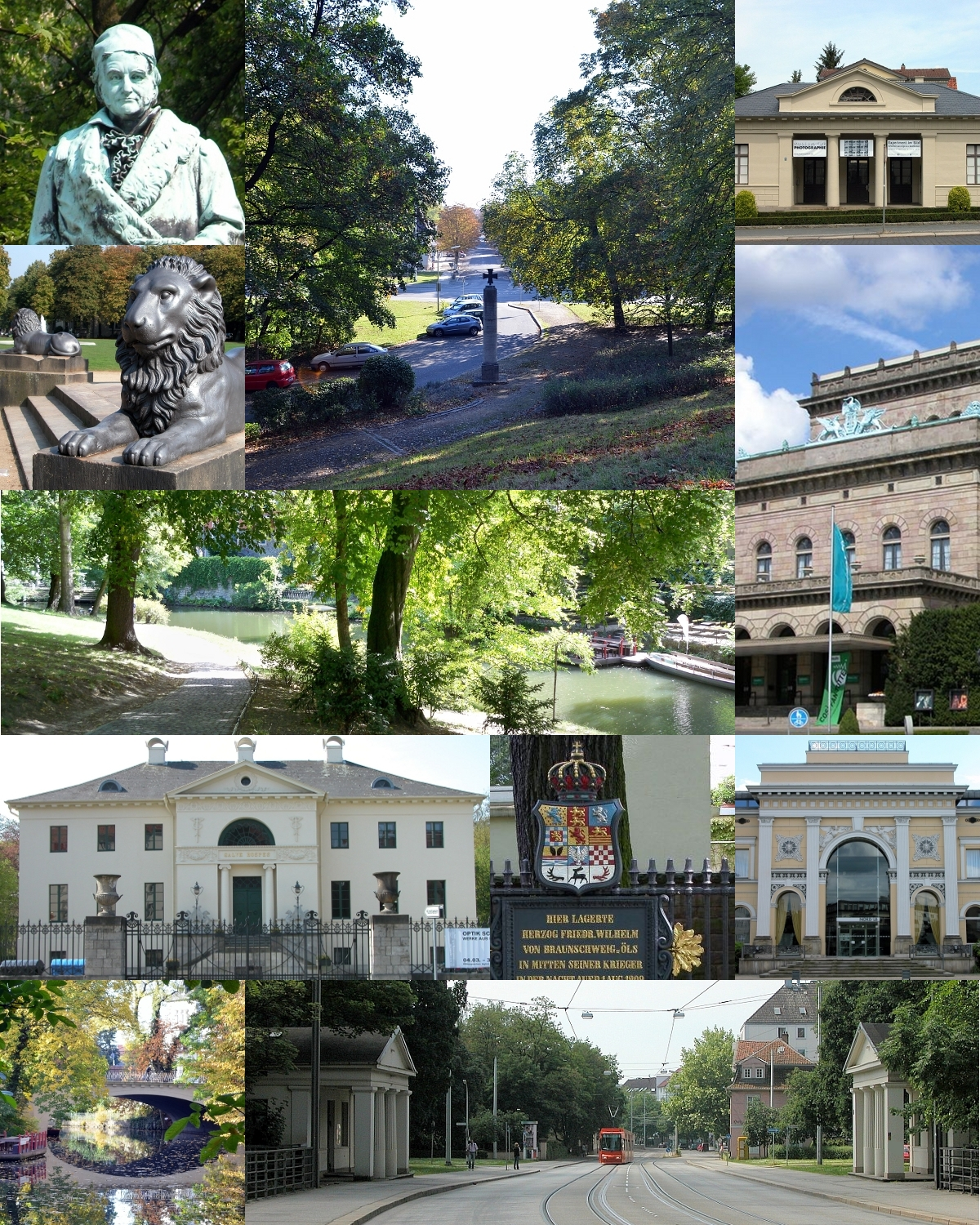
Der Wallring

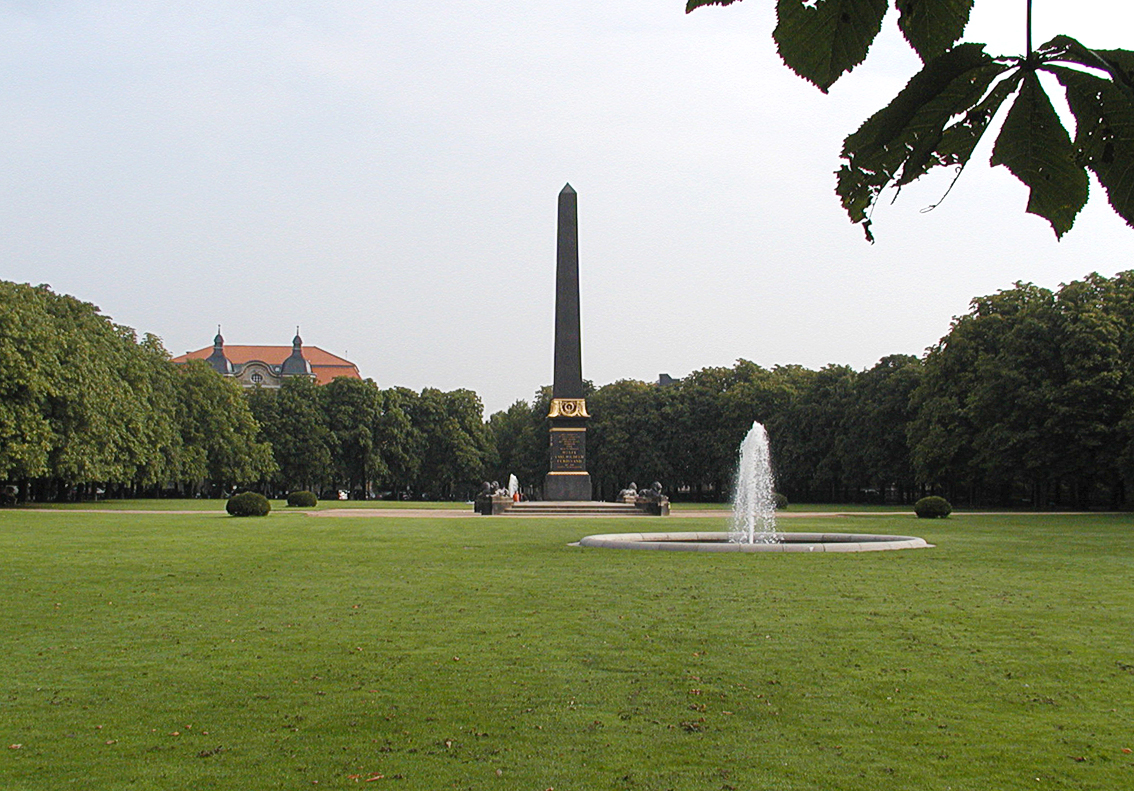
Der Löwenwall

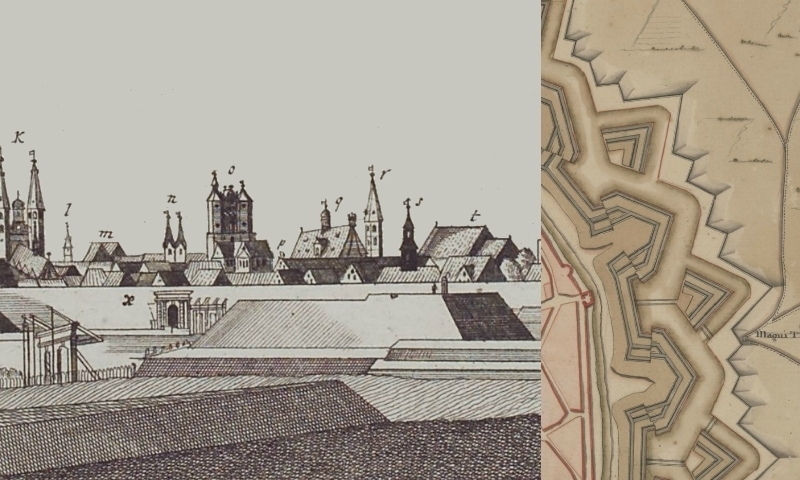
Ansicht und Plan der barocken Wallanlagen vor der Schleifung

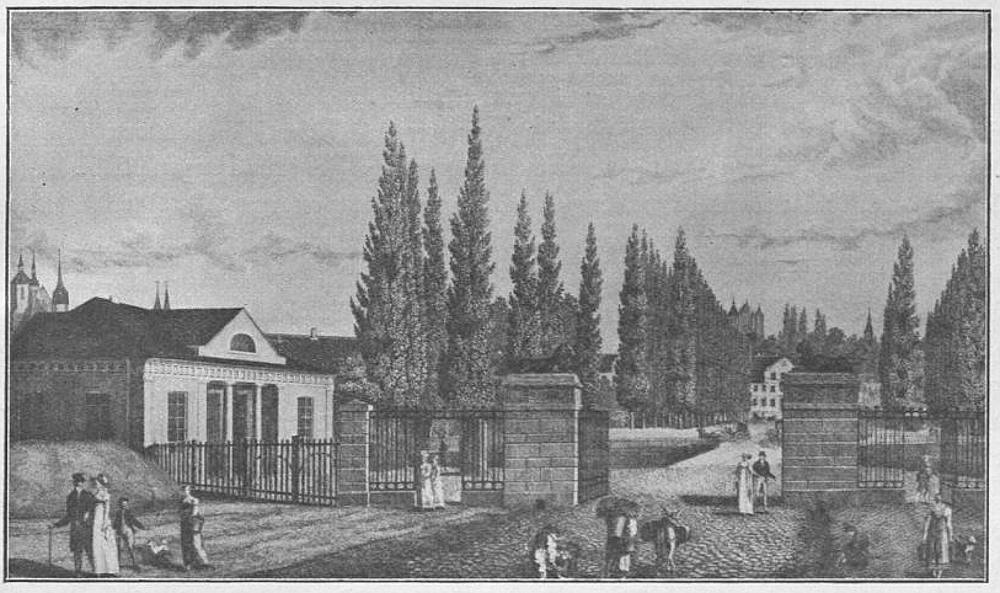
Das neue Steintor im 19. Jahrhundert

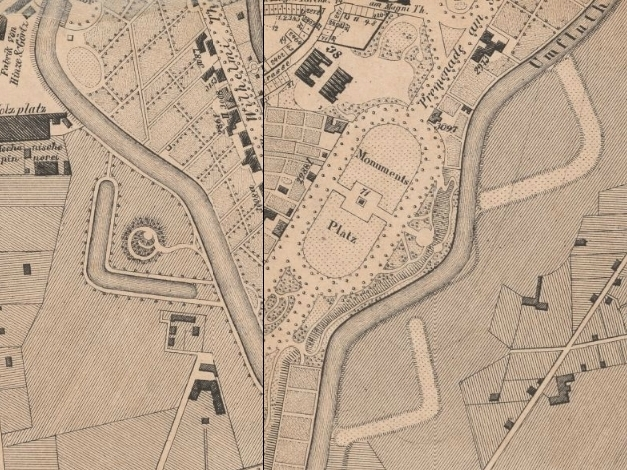
Der neue Verlauf der Umflutgräben nach der Schleifung und die noch erkennbaren alten Seitenarme

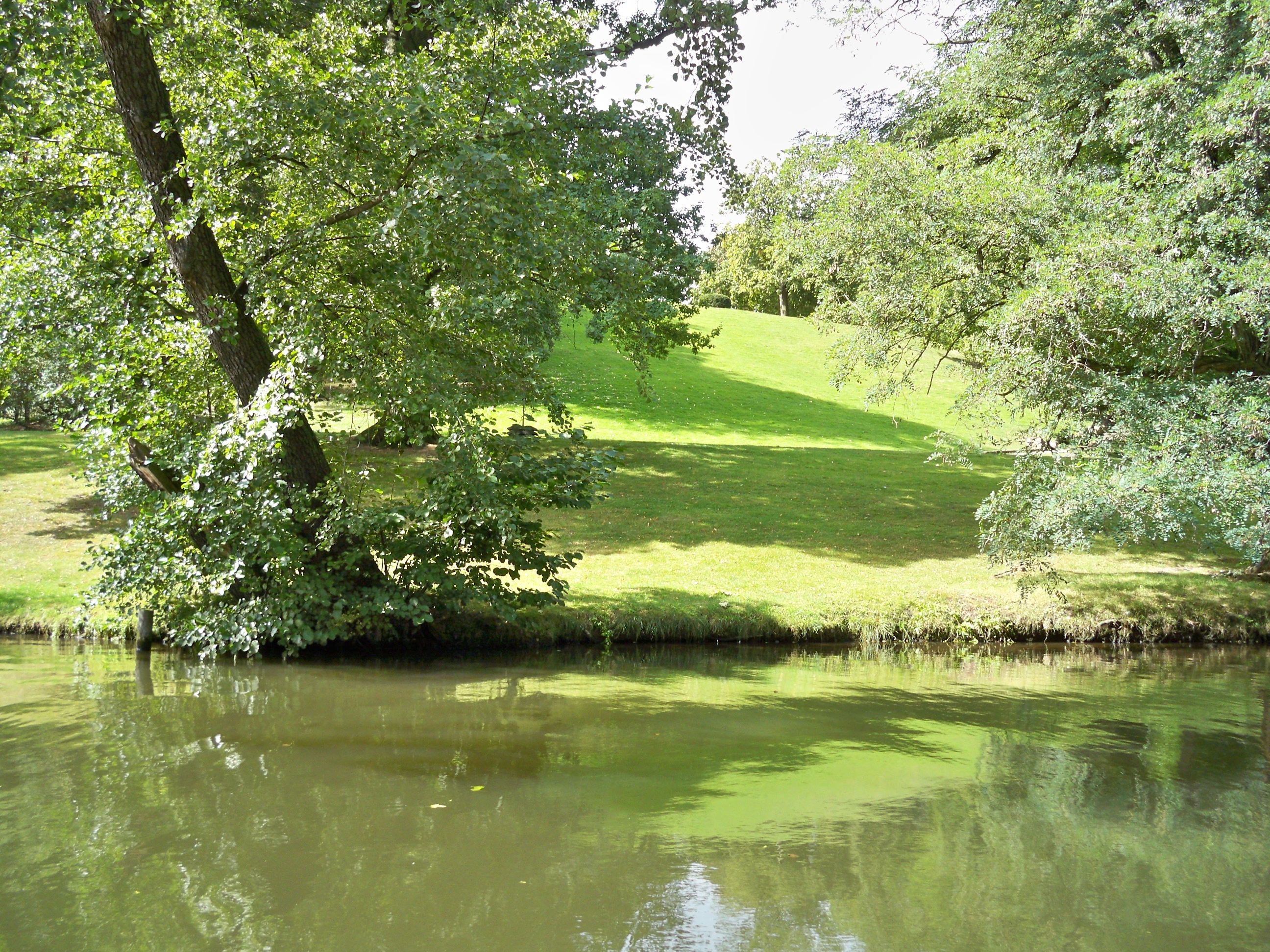
Der Östliche Umflutgraben mit dem Hügel im Theaterpark

Der Wallring in Braunschweig ist eine städtebauliche Anlage rund um die Altstadt und innerhalb der Umflutgräben, bestehend aus Grün- und Parkanlagen, einem Straßenring, Wohnbebauung und Funktionsbauten, der ab 1803 auf den ehemaligen Befestigungsanlagen der Stadt entstand. Die Umgestaltung der Wallanlagen veranlasste Herzog Karl Wilhelm Ferdinand (1735–1806). Maßgebend an der Gestaltung des Wallrings war der Architekt Peter Joseph Krahe (1758–1840) beteiligt, der diesen zu Repräsentationszwecken im klassizistischen Stil errichtete und Promenaden anlegte (daher auch die frühere Bezeichnung Wallpromenaden). Der Wallring ist heute von historischer, kultureller, ökologischer, städtebaulicher und architektonischer Bedeutung, die Straßenflächen sind größtenteils denkmalgeschützt und es befinden sich eine Vielzahl von Kulturdenkmalen entlang des Straßenrings, aber auch für die Naherholung werden die zahlreichen Grünanlagen und Parks genutzt. Am Wallring dominieren Bauwerke im klassizistischen und im historistischen Stil, sowie an vielen Stellen moderne Bebauung aus den 1950er und 1960er Jahren, an denen zuvor die alten Bauwerke den Fliegerangriffen des Zweiten Weltkriegs zum Opfer gefallen sind. Die Straßen sind häufig axial angelegt und die Plätze weisen runde oder ovale Formen auf. Einer dieser ovalen Plätze ist der Löwenwall. Durch die lockere Bebauung sind der Wallring und seine markante Form aus der Luft sehr gut als grüner Ring um die dichtbebaute Innenstadt erkennbar. Der Begriff Wallring kann sowohl für die gesamte Wallanlage stehen, als auch im engeren Sinne für den Straßenring auf dem Wall. Im Jahre 2010 kam die Forderung auf, dass sich die Stadt um Aufnahme des Wallrings in das UNESCO-Weltkulturerbe bewerben solle.

## Geschichte

### Die barocke Stadtbefestigung
Die Grundlage für die heutigen Wallanlagen bildete die Umgestaltung der Stadtbefestigung Braunschweigs Ende des 17. Jahrhunderts nach barockem Ideal. Die Stadt gelangte 1671 wieder in den Besitz der Herzöge von Braunschweig-Lüneburg, die nun die Stadt mit einer modernen Befestigung versehen wollten und dazu dem Militärbaumeister Johann Caspar von Völcker (1655–1730) den Auftrag zum Bau erteilten. Von Völcker wurde in den Niederlanden und in Frankreich geschult und gestaltete die Befestigung ab 1692 nach der Niederländischen Manier und legte ein System aus 16 Bastionen, Gräben und vorgeschobenen Ravelins an. Am Bau der neuen Befestigung arbeiteten Soldaten und Arbeiter. Die Zahl der Stadttore wurde verringert, das Magnitor und das Neustadttor wurden geschlossen. Die neue Befestigung hatte nun eine Breite von bis zu 200 Metern. Hinzu kam noch das Glacis vor den Außengräben. Nachfolger des verstorbenen von Völcker wurde Georg Möring. Die Vollendung der neuen Befestigung fand 1741 statt. Die aufwendige Befestigung sollte nur eine kurze Lebensdauer haben. Nur im Siebenjährigen Krieg zwischen 1756 und 1763 konnte sie ihren Zweck als Schutz und zur Verteidigung der Stadt erfüllen. Es erfolgte noch eine letzte Verstärkung der Befestigung.

### Umgestaltung der Wallanlagen

#### Vorarbeiten
Mit einer veränderten Kriegsführung wurden im Laufe des 18. Jahrhunderts die Befestigungsanlagen unwirksam. Die nun nutzlosen Wallanlagen dienten als Garten- und Weideland, verursachten aber erhebliche Unterhaltungskosten. Die Bastionen verwahrlosten und die Gräben verschlammten. So wurde 1769 die „Walldemolierung“ beschlossen. 1775 begann man mit der Anpflanzung von Nutzholz.
Ab 1780 kam es zu einer geordneten Schleifung der barocken Befestigungsanlagen, und später sollte die Veräußerung einzelner Bastionen für die Anlage von Parks und Gärten folgen. Im Zusammenhang mit einer städtebaulichen Sanierung in den 1780er Jahren wurden die mittelalterlichen Stadttore abgetragen. Um die Wallanlage in ihrer Ganzheit umgestalten zu können, erging 1792 zuerst der herzogliche Erlass, dass vorläufig keine Wallgrundstücke veräußert werden dürfen. 1797 wurde eine Kommission unter der Leitung von Friedrich Wilhelm Culemann eingesetzt, die sich mit der Walldemolierung befasste. Um die veranschlagten Kosten der Demolierung finanzieren zu können, sahen die Planungen vor, Grundstücke, Bruchsteine des Walls sowie das Holz der nicht mehr benötigten Brücken und der dort wachsenden Bäume zu verkaufen. Außerdem wurden die Umflutgräben im Bereich von Ravelins teilweise zugeschüttet. Die ersten Arbeiten begannen mit einer Verfügung vom 9. März 1802. Auch der Verkauf von 75 großparzelligen Grundstücken begann. Erworben wurden die Grundstücke durch wohlhabende Bürger, Kaufleute und Unternehmer.
1802 wurden für die Herzogin Augusta die östlich des Schlossgartens gelegenen Bollwerke Anton und Ulrich gekauft, um diese zu einem Landschaftspark umzugestalten. Dieser Herzogliche Park war für die Öffentlichkeit zugänglich und wurde nach den Plänen des herzoglich-dessauischen Garteninspektors Johann George Gottlieb Schoch der Jüngere (1758–1826) angelegt.

#### Umgestaltung durch Krahe
1802 stellte Peter Joseph Krahe im Auftrag des Herzogs Karl Wilhelm Ferdinand einen „Generalplan zur Walldemolierung und Errichtung der erforderlichen Bauten“ auf. Hierbei sollte der überwiegende Teil der ehemaligen Wallflächen zur Anlage von repräsentativen Wohnhäusern mit großen Gärten verkauft werden. Es sollten neue Stadttore errichtet werden und ein Wegesystem aus öffentlichen Wallpromenaden mit Baumalleen entstehen, ergänzt durch kleine Parkanlagen. Aufbauend auf den bereits geleisteten Vorarbeiten begann 1803 die Umgestaltung nach Krahes Plan. Nachdem Culemanns Mitarbeiter Müller im Sommer 1803 verstorben war, holte man Krahe als Nachfolger Culemanns nach Braunschweig. Krahe zog die Promenaden von Tor zu Tor, so dass eine Verbindung zwischen den Toren und ein Straßenring um die Altstadt entstand. Von 1804 bis 1821 ließ Krahe die neuen Torhäuser errichten. 1805 wurde der Rönckendorffsche Garten (der heutige Kiryat-Tivon-Park) angelegt, seine Planung wird Krahe zugeschrieben. Der Augusttorwall und der Petritorwall wurden zuerst fertiggestellt. Während der Napoleonischen Besetzung von 1806 bis 1813 wurde die weitere Umgestaltung gehemmt. Bis 1809 wurde die Abtragung zu Ende gebracht. Außerdem wurde ein Teil des neuen Terrains planiert und bepflanzt. Nach Ende der Fremdherrschaft wurde die Vollendung der Promenaden angeordnet. Am 13. August 1823 fand die Einweihung des Obelisken auf dem Löwenwall (dem damaligen Monumentplatz) statt. Die Umgestaltung nach den Plänen Krahes wurde 1831 abgeschlossen.

### Weitere Entwicklung
1863 wurden auf dem Wall erstmals Gaslaternen aufgestellt.
1939 wurde für einen großen Teil des Wallrings der Bebauungsplan IN 1 erlassen, dieser ist bis heute gültig. Als städtebauliches Regelwerk wurde 1951 durch die Stadt eine Wallringsatzung erlassen, mit der der Erhalt der Grundstruktur des Wallrings sichergestellt werden soll.
Mit städtebaulichen Eingriffen in den Wallring Mitte des 20. Jahrhunderts verschwanden einige typische Anlagen des Walls. So verschwand die Straße zwischen Löwenwall und Augusttor und der Windmühlenberg mit seiner Aussichtsplattform wurde zu großen Teilen abgetragen. Weitere Eingriffe, die das Erscheinungsbild des Wallrings erheblich verändert hätten, sollten folgen, blieben jedoch unrealisiert. So wurde ein Durchbruch des Gaußbergs zu den Akten gelegt. Zudem sind einige geometrische Platzanlagen aus der Zeit Krahes nicht mehr erkennbar. Auch einige Torhäuser wurden abgetragen.
Die regen Bautätigkeiten nach 2000 mit moderner Bebauung und Bürogebäuden führten zu lebhaften und umfangreichen Diskussionen und Kontroversen um die zukünftige Entwicklung und den Schutz des Wallrings. Man sah mit den jüngsten Eingriffen den Erhalt der Kulturdenkmale und das Stadtbild des Wallrings bedroht. Dies veranlasste auch die Stadt zu einem Handeln.
Um den Charakter des Wallrings langfristig zu erhalten, ihn vor Fehlentwicklungen zu schützen und sorgsam weiterentwickeln zu können, sind derzeit neue Bebauungspläne und ein Gesamtkonzept in der Entstehung. Zudem wurden Veränderungssperren verhängt.

## Anlage
Die städtebaulichen Anlagen des Wallrings, die nach den Plänen Krahes ab 1803 auf dem Gelände der geschleiften Wallanlagen entstanden, passen sich der Topografie der Umflutgräben an. Die meisten Wallstraßen sind geradlinig angelegt, eine Ausnahme bilden der Inselwall, der Hohetorwall, die Straße Am Gaußberg, der Löwenwall und der Lessingplatz. Einzelne Straßen erhielten unterschiedliche Baumbepflanzungen. Der Löwenwall wurde mit Kastanien bepflanzt, der Wilhelmitorwall mit Pappeln, und das Augusttor erhielt Linden.
Die Namen der Straßen und Plätze haben sich im Laufe der Zeit verändert. Anfangs trugen die Straßen im Namen das Wort „Promenade“ (Beispiel: Promenade am Petrithor, später Petritor-Promenade), erst im 20. Jahrhundert wurde das Wort „Wall“ Bestandteil der Straßennamen (Petritorwall). Weitere Namen änderten sich, nachdem man Orte und Straßen bekannten Persönlichkeiten widmete (Am Gaußberg).
Im Bereich der ehemaligen Stadttore legte Krahe Platz- und Grünanlagen mit geometrischen Formen an. Am Hohen Tor und Steintor wurden kreisrunde Plätze geschaffen, am Wendentor und Augusttor halbrunde Plätze.
Krahes Entwurfsplan hat sich nicht erhalten, die planerischen Intentionen werden jedoch beispielsweise im Stadtplan von Carl Wilhelm Schenk aus der Zeit um 1820 deutlich.

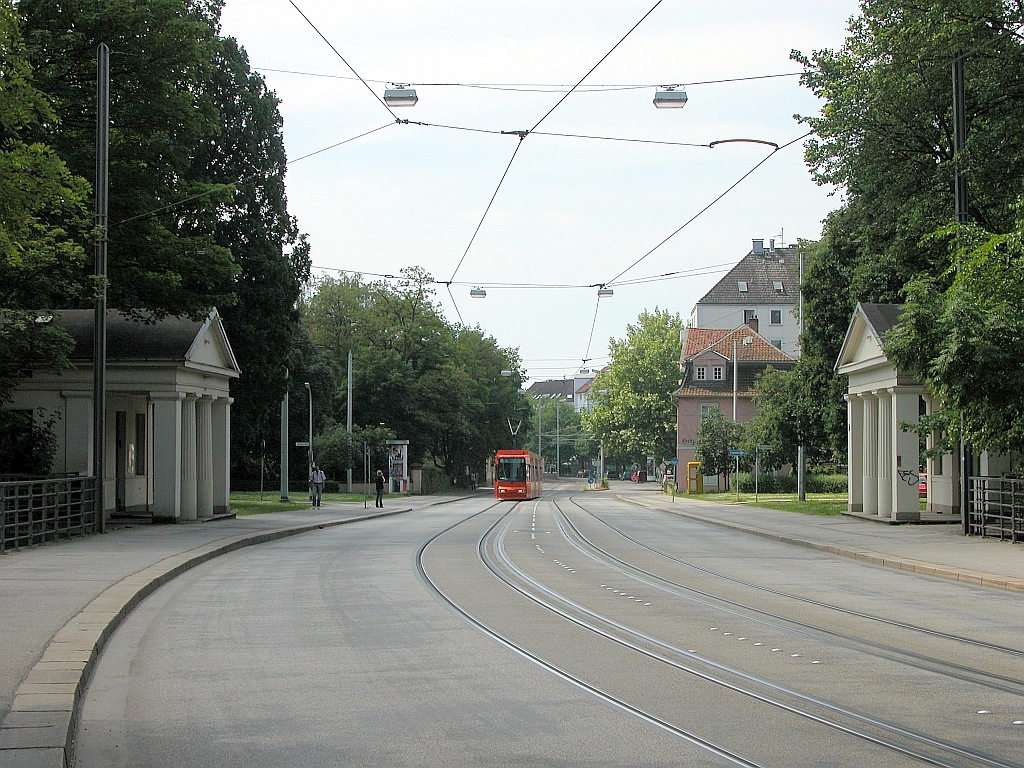
Torsituation am Wendentor
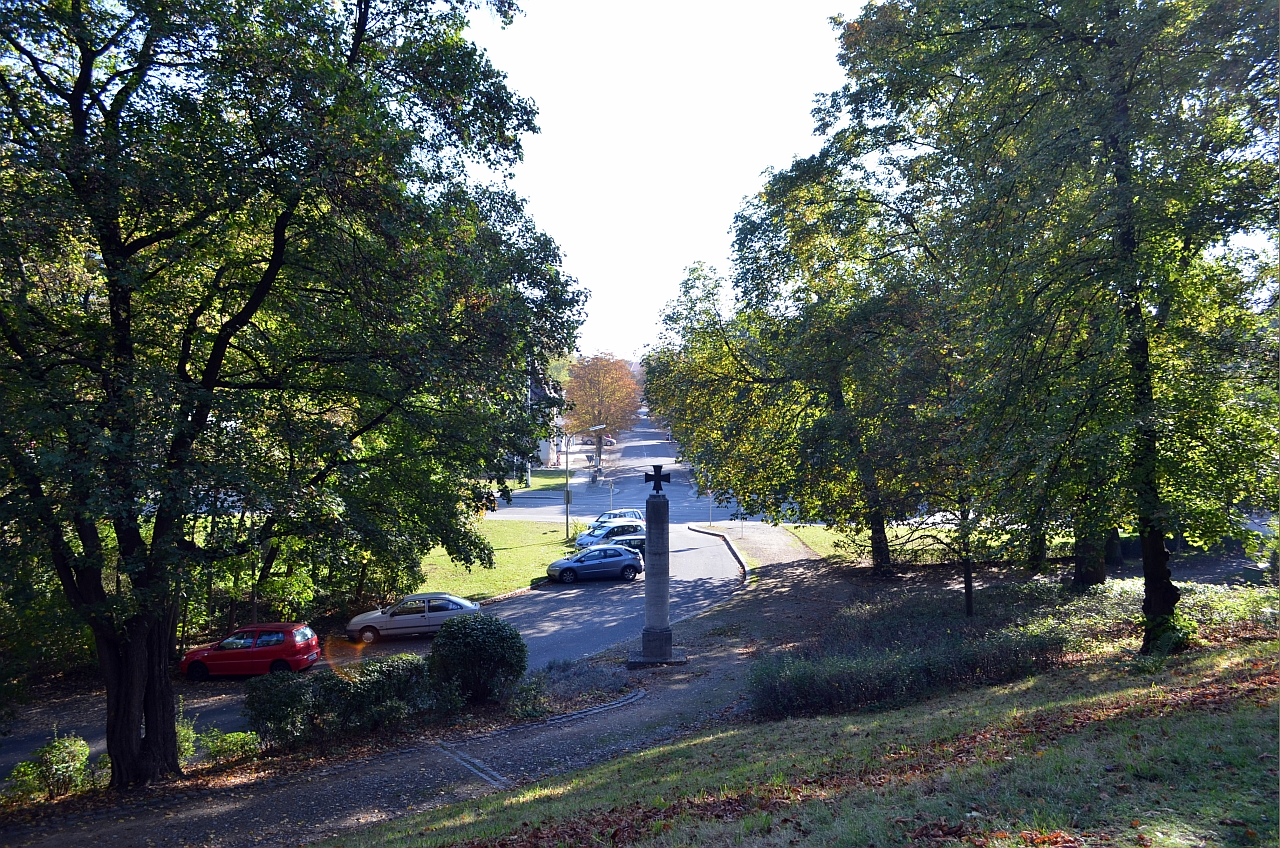
Der geradlinige Wendentorwall verläuft auf den Gaußberg zu
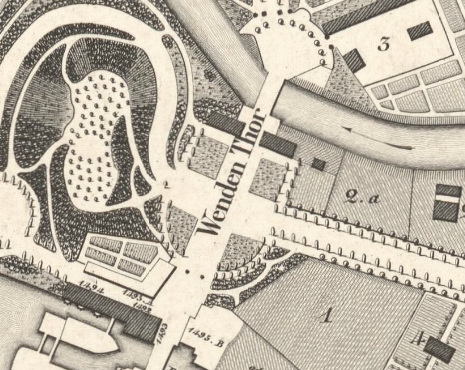
Die halbrunde Anlage am Wendentor
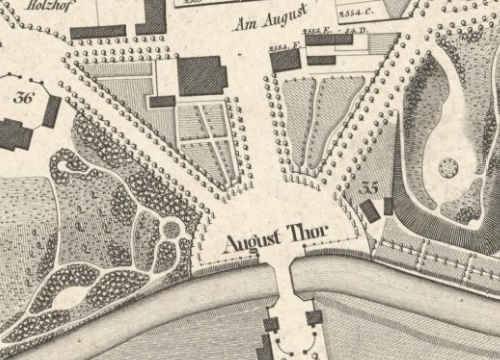
Halbrunde Anlage am Augusttor und strahlenförmige Straßen
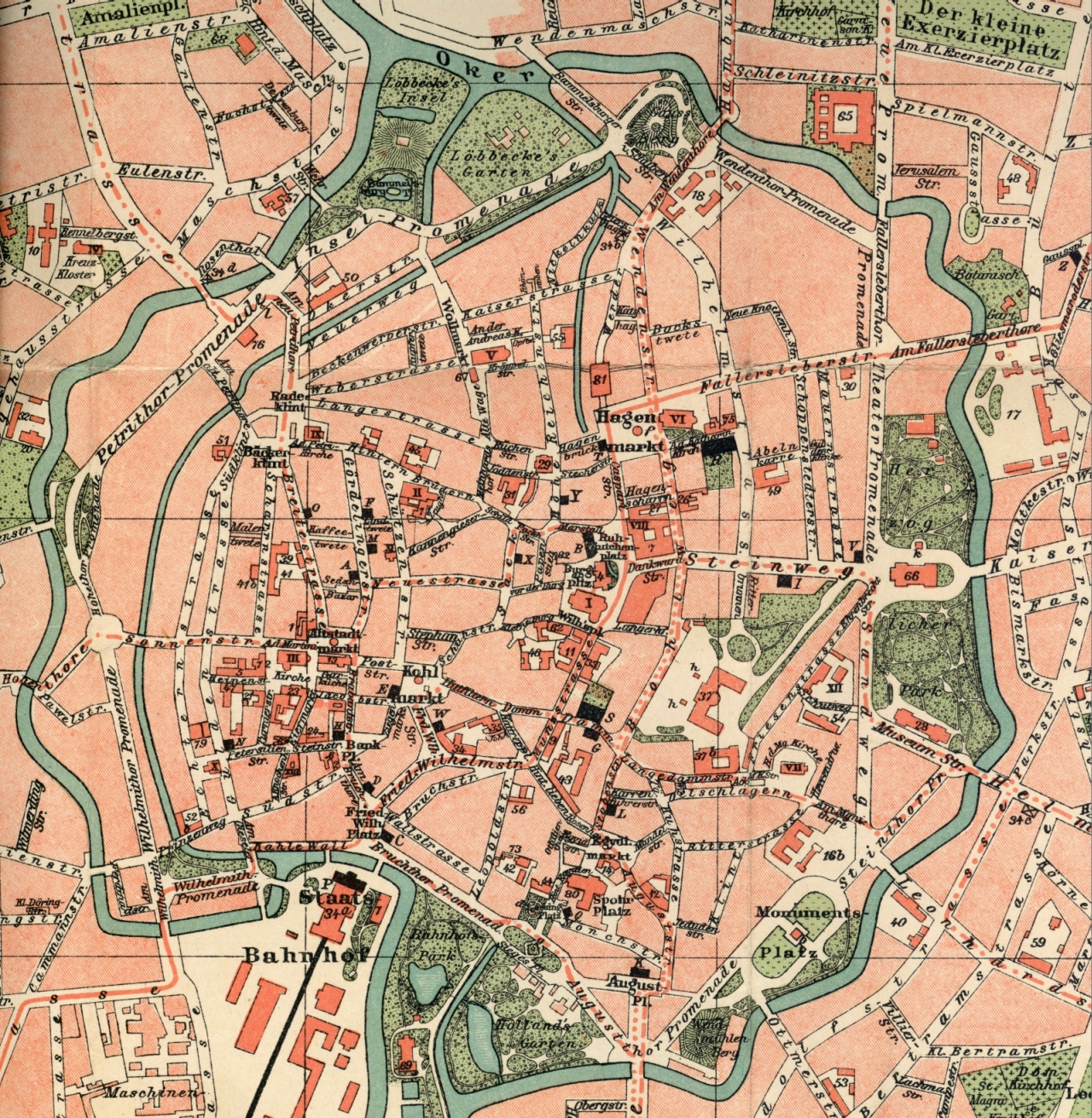
Plan der Innenstadt mit dem Wallring 1899

### Landmarken und topografische Objekte
| Straßen und Plätze: - Am Gaußberg - Augusttorwall - Bruchtorwall - Fallersleber-Tor-Wall - Gieselerwall - Hohetorwall - Inselwall - Kalenwall | 0 - Lessingplatz - Löwenwall - Magnitorwall - Petritorwall - Steintorwall - Theaterwall - Wendentorwall - Wilhelmitorwall | Parkanlagen: - Inselwallpark - Kiryat-Tivon-Park - Museumpark - Theaterpark | Grünanlagen: - Grünanlage am Hohetorwall - Lessingplatz - Löwenwall | Hügel: - Gaußberg - Windmühlenberg - Hügel am Inselwall - Hügel im Theaterpark - Hügel im Museumpark |

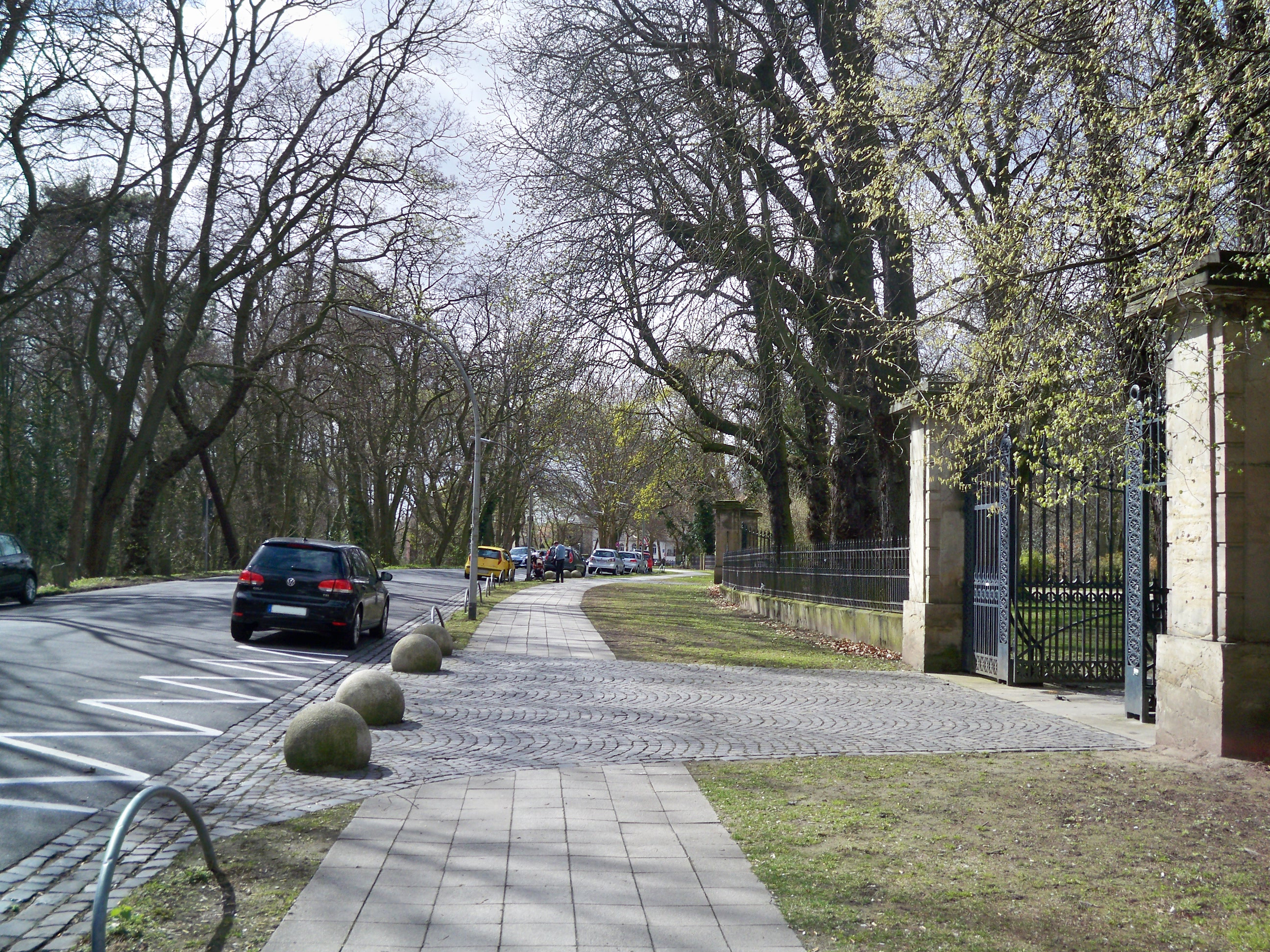
Inselwall
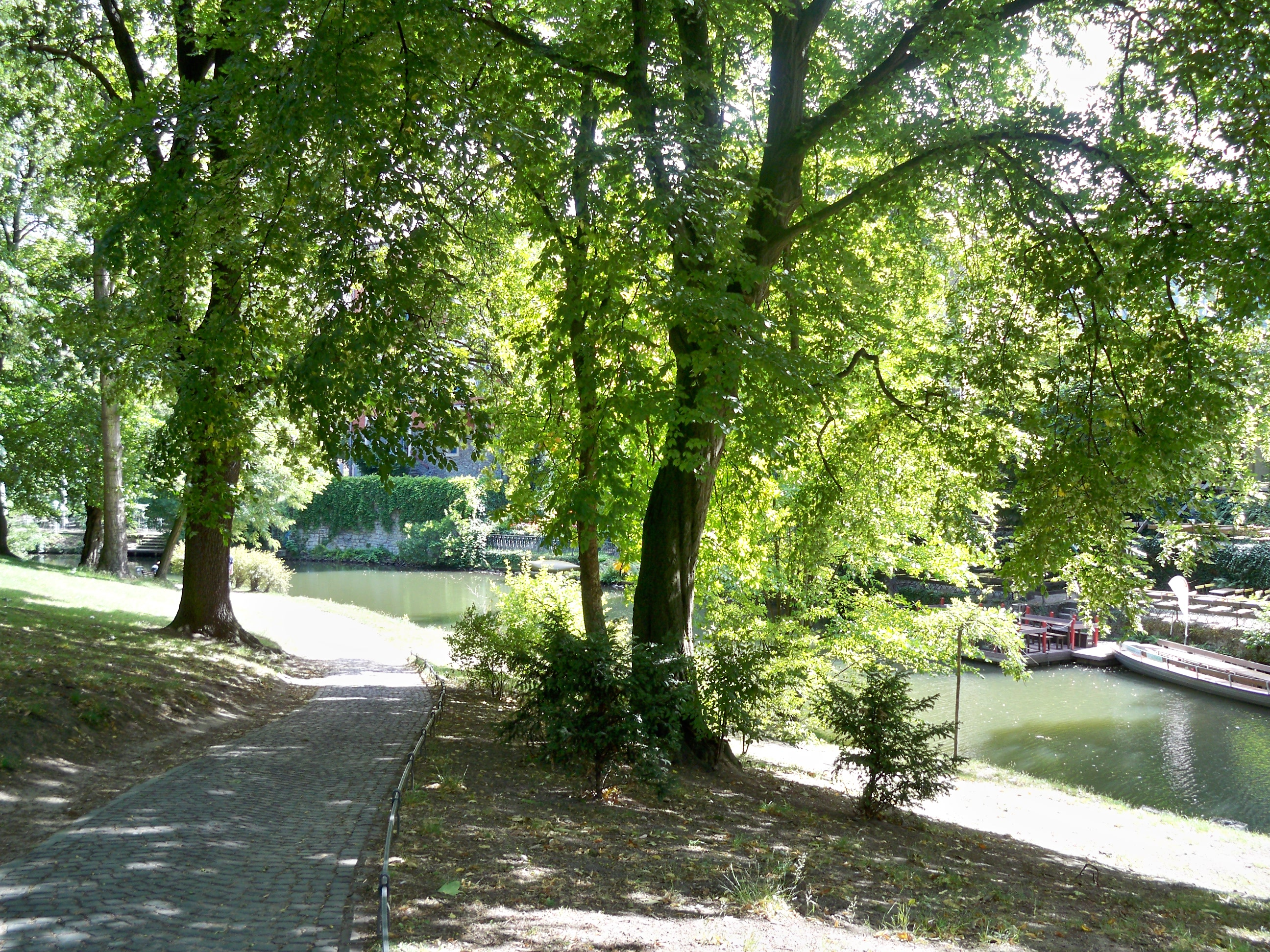
Museumpark

## Bauwerke
Die Bebauung der Wallanlagen begann im frühen 19. Jahrhundert. Während anfangs größtenteils Gartenanlagen mit Gartenhäuschen auf dem Wallring angelegt wurden, folgte später eine Bebauung mit Villen. Ihren Höhepunkt hatte die Bautätigkeit in der zweiten Hälfte des 19. Jahrhunderts. Entsprechend den zu dieser Zeit verbreiteten Architekturstilen wurden die meisten Gebäude im klassizistischen und historistischen Stil errichtet.
Ein besonderer Bestandteil der Wallumgestaltung war auch die Aufstellung von Torhäusern an den Ausfallstraßen der Stadt, die Krahe selbst im klassizistischen Stil entwarf. Von diesen Torhäusern sind die am Wendentor, an der Fallersleber Straße und an der Helmstedter Straße erhalten geblieben. Weitere Torhäuser befanden sich am Wilhelmitor, am Augusttor und am Petritor.
Wichtige Kultureinrichtungen entstanden am Wallring: Von 1859 bis 1861 das Staatstheater (Großes Haus), von 1883 bis 1887 das Herzog Anton Ulrich-Museum und von 1901 bis 1906 das Städtische Museum (Haus am Löwenwall).

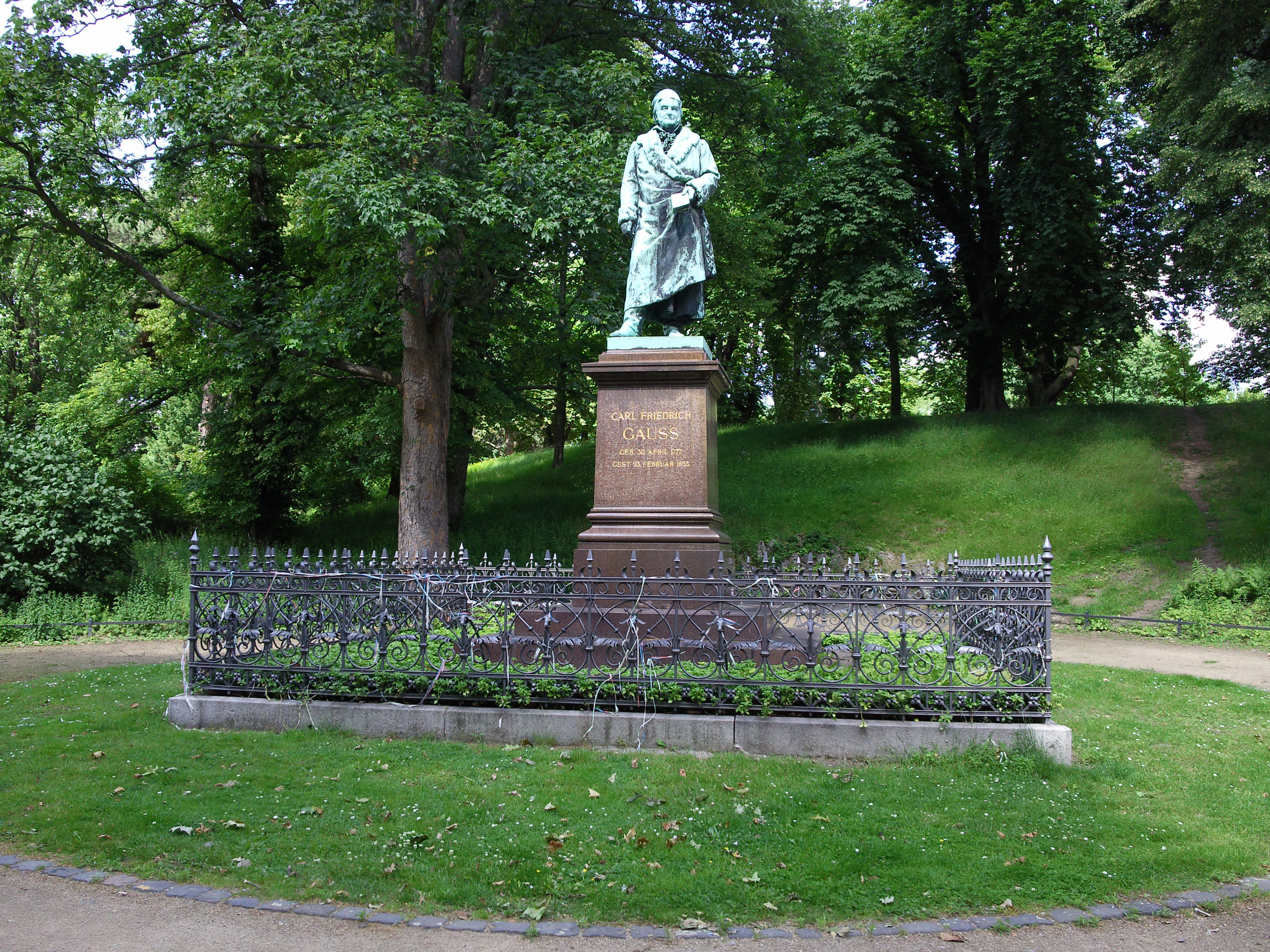
Gaußdenkmal
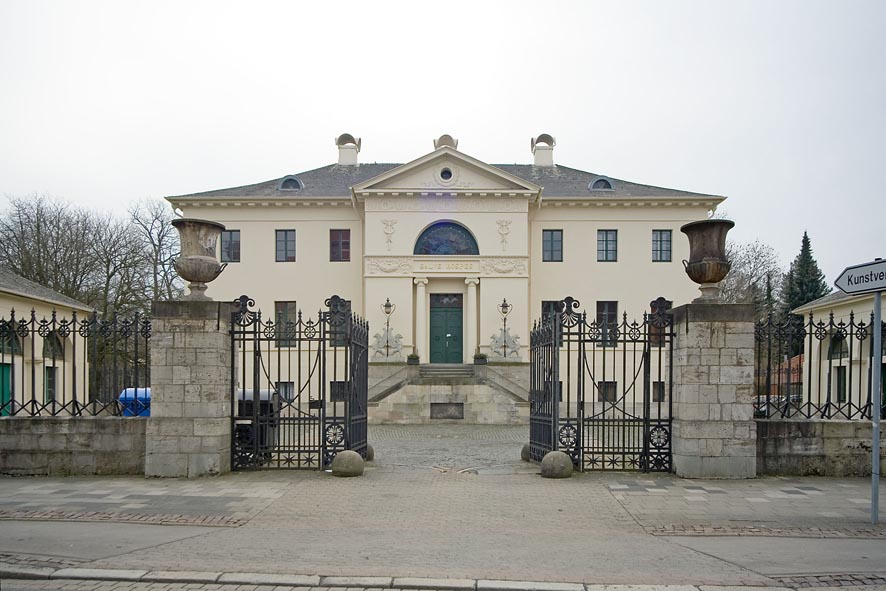
Villa Salve Hospes
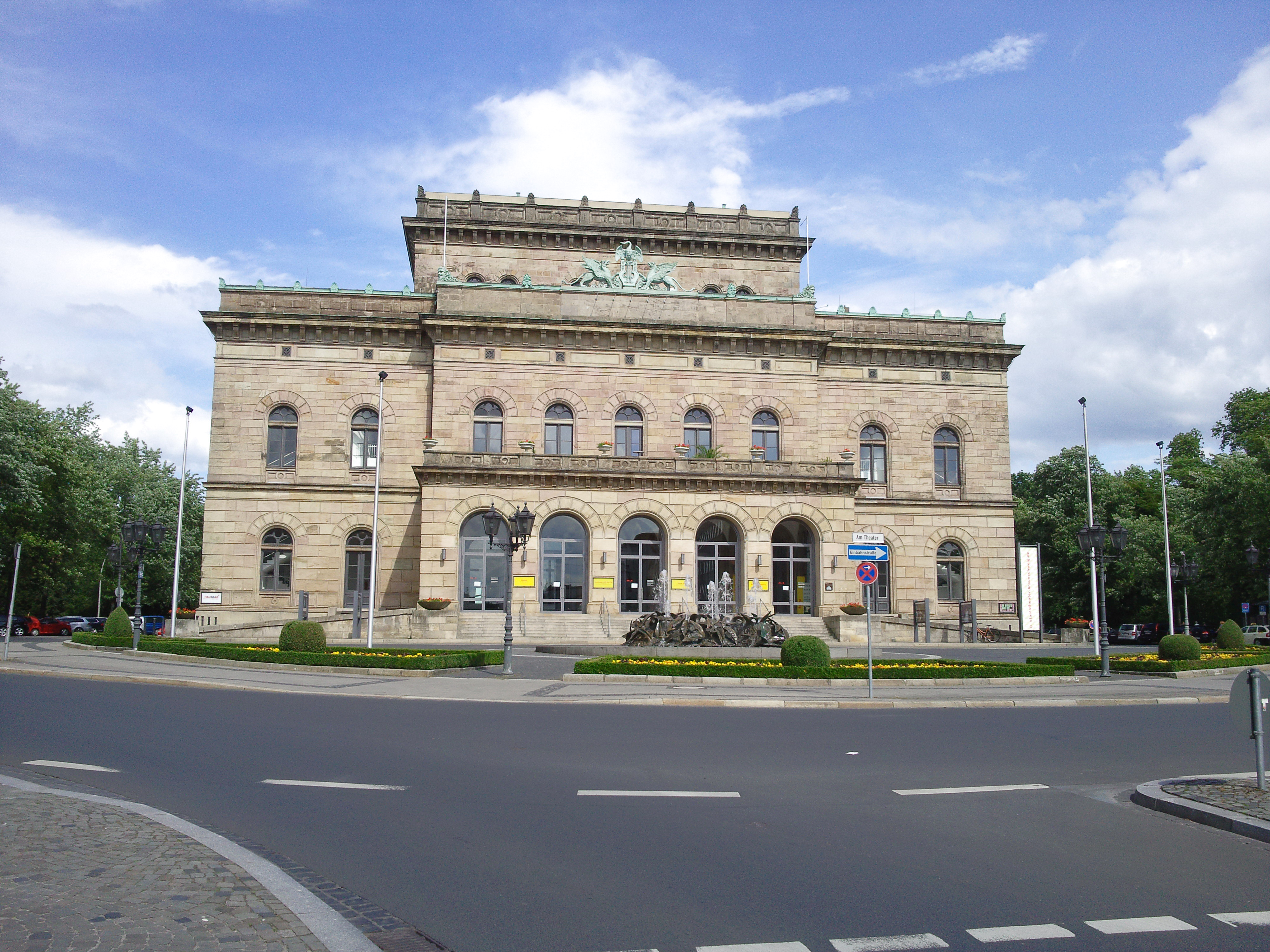
Staatstheater

### Standbilder
Neben dem Obelisken auf dem Löwenwall, gibt es weitere Standbilder auf dem Wallring wie das Gauß-Denkmal für den Mathematiker Carl Friedrich Gauß (1777–1855) vor dem Gaußberg, ein Denkmal für den Dichter Gotthold Ephraim Lessing (1729–1781) am Lessingplatz und am Theaterpark ein Denkmal für den Komponisten Franz Abt (1819–1885). Der Obelisk wurde zur Erinnerung an die Herzöge Karl Wilhelm Ferdinand und Friedrich Wilhelm aufgestellt, die im Kampf gegen Frankreich gefallen sind.

### Kulturdenkmale

#### Torhäuser
- Torhäuser Fallersleber Tor
- Torhäuser Steintor
- Torhäuser Wendentor

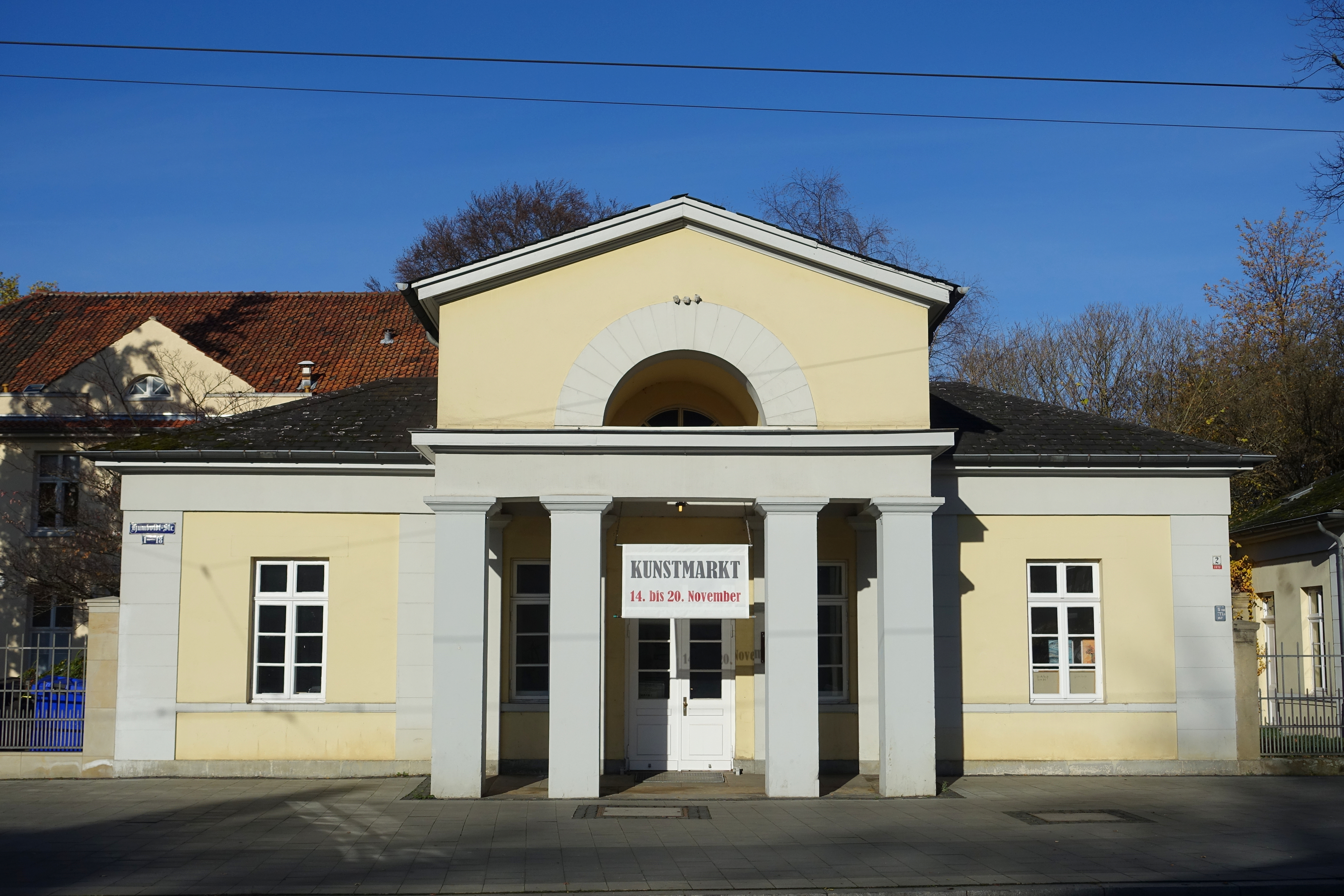
Fallersleber Tor
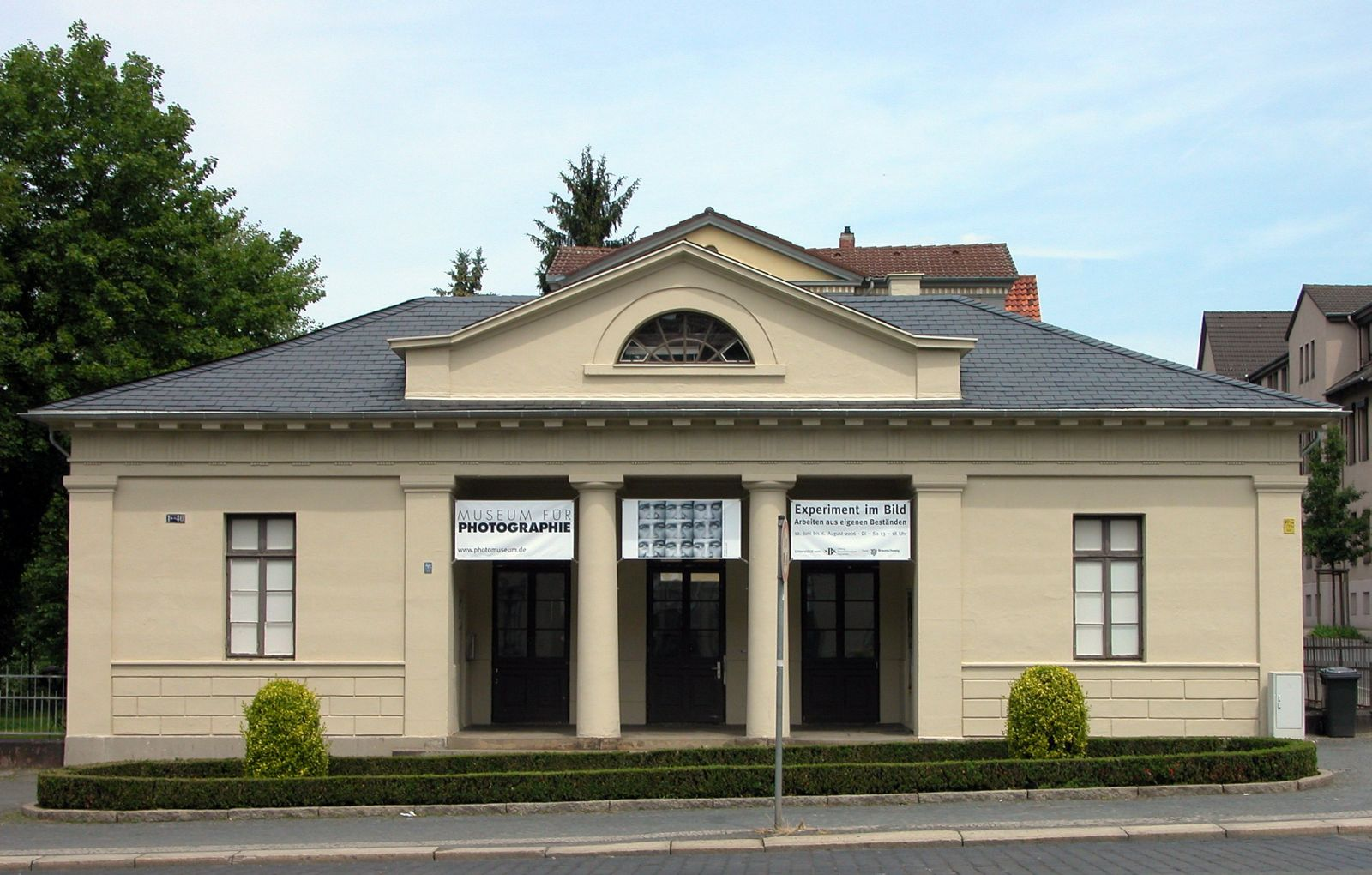
Steintor
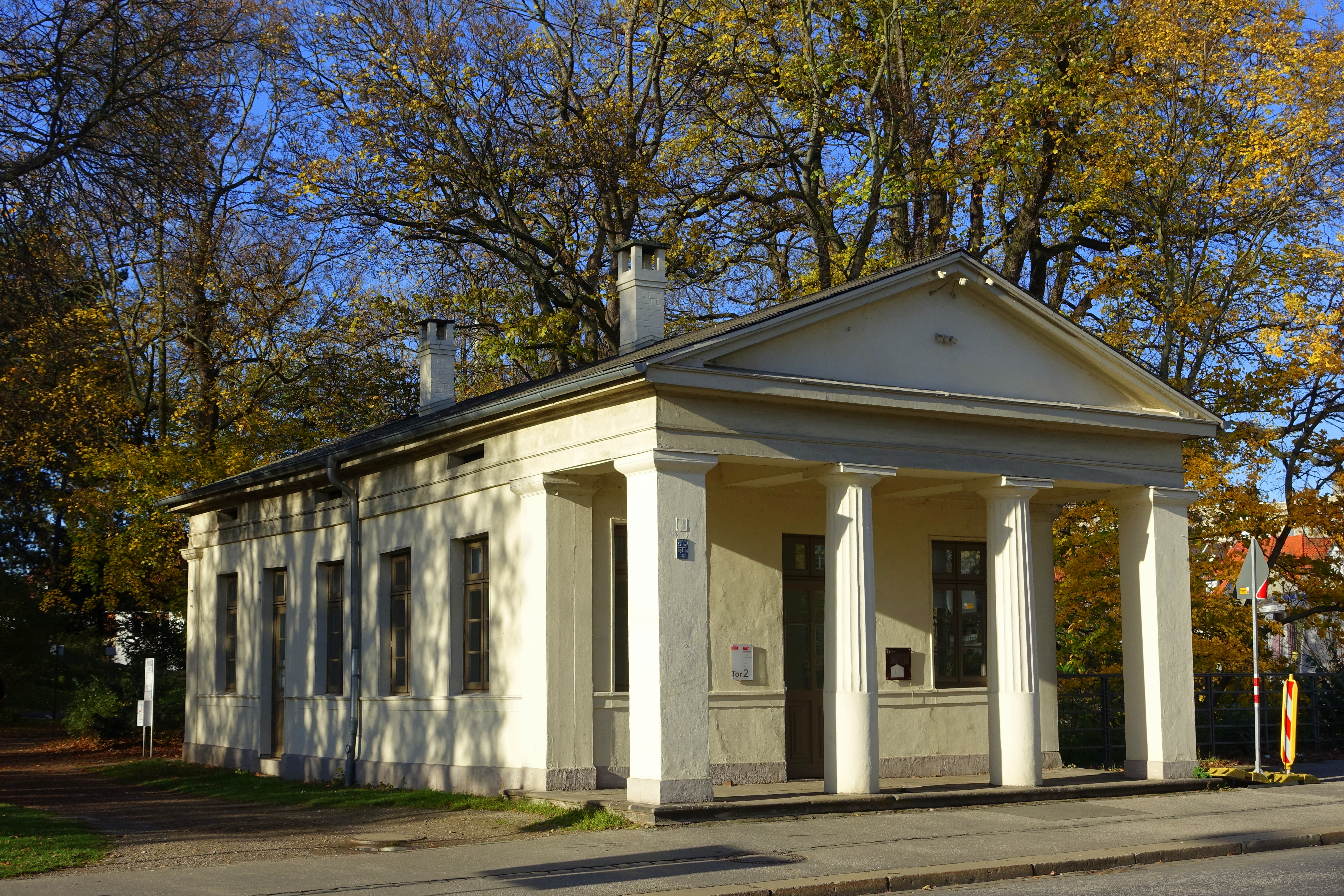
Wendentor

#### Weitere
- Alter Bahnhof
- Villa Salve Hospes
- Villa Gerloff
- Staatstheater (Großes Haus)
- Herzog Anton Ulrich-Museum
- Städtische Museum (Haus am Löwenwall)